# Meiogyne virgata
Meiogyne virgata (Blume) Miq. – gatunek rośliny z rodziny flaszowcowatych (Annonaceae Juss.). Występuje naturalnie w Wietnamie, Malezji (stany Sarawak i Sabah), Indonezji (między innymi na Sumatrze, Jawie i w Kalimantanie) oraz na Filipinach (między innymi na Palawanie, Mindanao i Leyte). 

## Morfologia
PokrójZimozielone drzewo dorastające do 18 m wysokości. Kora jest gładka. Młode pędy są owłosione.
LiścieMają kształt od podłużnego do podłużnie lancetowatego. Mierzą 10–11 cm długości oraz 4–6 cm szerokości. Nasada liścia jest od ostrokątnej do zaokrąglonej. Blaszka liściowa jest całobrzega o spiczastym wierzchołku. Ogonek liściowy jest nagi i dorasta do 10 mm długości.
KwiatyZebrane w pęczki, rozwijają się w kątach pędów. Płatków jest 6 mają trójkątnie lancetowaty kształt i żółtozielonkawą barwę.
OwocePojedyncze są siedzące i mają kształt od cylindrycznego do podłużnego, zebrane w owoc zbiorowy. Osiągają 4 cm długości.